# غادة عبد الرازق
غادة عبد الرازق (6 يوليو 1970 -)، ممثلة مصرية.

## حياتها
ولدت في كفر صقر في محافظة الشرقية في مصر، تلقت غادة عبد الرازق تعليمها في مدارس القاهرة، والتحقت بكلية العلوم قسم الحاسب الآلي، وتخرجت منها وحصلت على البكالوريوس.
بدأت حياتها الفنية من خلال الإعلانات التجارية، ثم ظهرت في عدد من الأفلام والمسلسلات بأدوار ثانية، شاركت في مسلسل عائلة الحاج متولي الذي كان الإنطلاقة الحقيقية لها كممثلة وتوالت مشاركاتها في أفلام ومسلسلات عديدة.
شاركت في تقديم البرامج التلفزيونية مثل ريا وسكينة (2008) ، بمشاركة الفنانة هالة فاخر. و طبق النجوم (2004) بالإضافة إلى مشاركتها عضو لجنة تحكيم عام 2015 في برنامج المواهب التمثيلية عرب كاستنغ مع كارمن لبس قصي خولي وباسل خياط.
كما شاركت أيضاً في عدد من المسرحيات وهي: (طرائيعو) مع محمد هنيدي، ومسرحية (حودة كرامة) مع أحمد آدم.

## حياتها الخاصة
غادة هي الابنة الصغرى لوالدها محمد عبد الرازق الذي كان يشغل منصب نائب رئيس مجلس الدولة، لذا فقد كانت الطفلة المدللة لديه وتأثرت كثيرًا بوفاته وهي في سن الثانية عشر من عمرها. لها أخ شقيق يكبرها بثمانية أعوام يدعى خليل وشقيقة تدعى يسرية.
بعد أن انفصل والديها عن بعضهما البعض وتزوج كلاهما، أصبح لديها أخت غير شقيقة من والدها إسمها إيمان، وأخت غير شقيقة أيضا من والدتها وإسمها سوزان.
بعد وفاة والدها التي كانت الصدمة الأولى في حياتها، تولى شقيقها خليل مسؤولية رعايتها إلا أنه توفي بعد أربع سنوات من وفاة والدها في حادث سير في ألمانيا وكان في الخامس والعشرين من عمره وسببت وفاته صدمة أخرى في حياتها.
تزوجت غادة عبد الرازق عدة مرات أولها من رجل الأعمال السعودي "عادل قزاز" وكانت تبلغ من العمر 17 عاما، أنجبت غادة من عادل ابنتها الوحيدة "روتانا"، ثم تزوجت للمرة الثانية من رجل أعمال من بور سعيد إلا أن هذا الزواج انتهى بسرعة بسبب فرق السن الكبير بينهما.
كما تزوجت من "حلمي سرحان" ومن المنتج "وليد التابعي"، وفي عام 2012 تزوجت من محمد فودة والذي انفصلت عنه أيضا بعد زوج دام 8 أشهر دون أي أسباب شخصية.

## جوائز
- جائزة التمثيل دور ثاني في المهرجان القومي المصري عن دورها في فيلم "عن العشق والهوى" مع منى زكي وأحمد السقا.[17]
- جائزة أفضل ممثلة عربية في عام 2024 من مجلة بيبول بالعربي وفقًا للتصويت الجمهور و اختيار لجنة مكونة من مجموعة من الإعلاميين والصحفيين.[18]

## أعمالها

### المسلسلات
- 1997 - اللص الذي أحبه
- 1998 - وادي فيران
- 2000 - يا رجال العالم اتحدوا
- 2001 - عائلة الحاج متولي
- 2001 - سوق العصر
- 2001 - العائلة والناس
- 2001 - همسات في العاصمة
- 2003 - مسألة مبدأ
- 2003 - غدا يوم آخر
- 2004 - محمود المصري
- 2004 - بطة وأخواتها
- 2006 - اللي إختشو ماتو
- 2007 - أولاد الليل
- 2008 - طائر التمساح
- 2008 - الريس عمر حرب
- 2009 - الباطنية
- 2009 - قانون المراغي
- 2010 - زهرة وأزواجها الخمسة
- 2011 - سمارة
- 2012 - مع سبق الأصرار
- 2013 - حكاية حياة
- 2014 - السيدة الأولى
- 2015 - الكابوس
- 2016 - الخانكة
- 2017 - أرض جو
- 2018 - ضد مجهول
- 2019 - حدوته مرة
- 2020 - سلطانة المعز
- 2021 - لحم غزال
- 2023 - تلت التلاتة
- 2023 - حدث بالفعل (تحت الحزام)
- 2024 - صيد العقارب
- 2025 - شباب امرأة

### الأفلام
- 1999 - جمال عبد الناصر
- 2000 - الأجندة الحمراء
- 2000 - امرأة تحت المراقبة
- 2006 - عن العشق والهوى
- 2006 - عودة الندلة
- 2006 - 90 دقيقة
- 2006 - زي الهوا
- 2007 - حين ميسرة
- 2007 - 45 يوم
- 2008 - ليلة البيبي دول
- 2008 - الريس عمر حرب
- 2008 - البلد دي فيها حكومة
- 2009 - أدرينالين
- 2009 - خلطة فوزية
- 2009 - أزمة شرف
- 2009 - دكان شحاتة
- 2010 - بون سواريه
- 2010 - كلمني شكرا
- 2011 - كف القمر
- 2012 - ركلام
- 2013 - جرسونيرة
- 2016 - اللي اختشوا ماتوا
- 2018 - حرب كرموز
- 2018 - كارما

### مسرحيات
- طرائيعو.
- دار الأيتام.
- حودة كرامة.

### أدوار متعددة
- رامز تحت الصفر- ضيفة
- شيري استديو- ضيفة
- حكايتي مع الزمان- ضيفة
- ساترداي نايت لايف بالعربي- ضيفة
- عرب كاستنج 2- عضو لجنة التحكيم
- عرب كاستنج- عضو لجنة التحكيم
- مصارحة حرة- ضيفة
- راتينغ رمضان- ضيفة
- لعبة الأجزخانة- ضيفة
- بوضوح- ضيفة
- أنا والعسل 2- ضيفة
- الليلة مع فايز- ضيفة
- أنا والعسل- ضيفة
- عقد النجوم- ضيفة
- أبشر- ضيفة
- بدون رقابة- ضيفة
- طرطأ وفنجل- ضيفة
- ريا وسكينة-تقديم - سكينة
- الشقة- ضيفة
- الليلة مع هالة سرحان
- موعد في الخيران- ضيفة
- واحد من الناس- ضيفة

## وصلات خارجية
- غادة عبد الرازق على موقع IMDb (الإنجليزية)
- غادة عبد الرازق على موقع الدهليز
- غادة عبد الرازق على موقع قاعدة بيانات الأفلام العربية
- غادة عبد الرازق على موقع قاعدة بيانات الفيلم (الإنجليزية)